# Святилище Афродиты в Афродизиасе
Святилище Афродиты в Афродизиасе, древнегреческом городе на территории современной Турции, было посвящено древнегреческой богине любви.

## История
Место святилища служило местным культовым центром, сосредоточенным вокруг местной богини плодородия, по меньшей мере, с VII века до нашей эры. В эллинистический период местная богиня Афродита Афродисийская стала отождествляться с греческой богиней Афродитой, подобно тому как Артемида Эфесская первоначально была местной богиней, которая отождествлялась с Артемидой, и город стал местом паломничества людей со всей Анатолии и Эгейского моря.

## Структура
Первое святилище датируется концом VII или началом VI века до нашей эры. Новый и более монументальный храм был возведён в I веке до нашей эры в эллинистический период и финансировался богатым вольноотпущенником Золием. Святилище получило статус убежища от senatus consultum de Aphrodisiensibus в 39 году до н. э. Храм служил центром города и способствовал его процветанию. Афродизианские скульпторы прославились и пользовались большими запасами мрамора в окрестностях города, создав множество работ, которые можно видеть на месте раскопок и в местном музее.

## Разрушение
Храмовое здание изменилось, когда оно стало христианской базиликой. Считается, что здание было демонтировано в 481—484 годах по приказу императора Флавия Зенона, так как храм был центром языческой эллинской оппозиции Зенону в Афродизиасе, поддерживая Илла, который обещал восстановить эллинские ритуалы, которые подверглись гонениям в поздней Римской Империи, в сохранившихся храмах.